# 中信地方

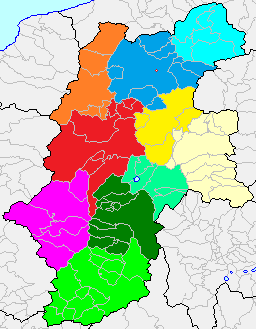
■青系色：北信地方（水色：北信地域、青：長野地域）
■黄系色：東信地方（黄色：上田地域、薄黄：佐久地域）
■赤系色：中信地方（オレンジ：北アルプス地域、赤：松本地域、マゼンタ：木曽地域）
■緑系色：南信地方（薄緑：諏訪地域、抹茶色：上伊那地域、黄緑：南信州地域）

中信地方（ちゅうしんちほう）とは、長野県（信州）を四分割したうちの中央から西部にかけての地域を指す。

## 範囲
- 東筑摩郡・旧南安曇郡・木曽郡・北安曇郡

県庁が地域区分をする時に、この範囲とされており、一般的な分類となっている。
長野県立高校の第4学区の区域に該当する。
狭義には東筑摩・南安曇両郡のみを指すこともあり、広義には上記4郡のほかに、松本と気候が同じ内陸性気候で、鉄道でも中央本線沿線という共通項を持つ諏訪郡を含める場合がある。この場合、代表的な都市から松本・諏訪地方と呼ばれることもある。※諏訪地方の記事は南信地方を参照のこと。

## 概要
中央本線が幹線として東西を横断し、中山道と千国街道の合流地に位置する地方である。
長野県に属しているが、日本海側である北信地方との繋がりは浅い。戦国時代には小笠原氏、仁科氏、木曾氏などを経て甲斐国武田氏の信濃侵攻により武田領国化され、江戸時代には松本藩・尾張藩・幕府直轄領の支配圏が割拠していたが、廃藩置県期の1876年8月20日までは筑摩県に属していた。このために、筑摩県の復活を求める動きや、道州制論議において北信地方・東信地方と分離し東海州（中部州）への加入を望む声もある。
　また、信濃の国の国衙は当初は埴科郡に置かれていたらしいが、いつの頃からか（仁和の洪水以後？）松本市域に置かれるようになった。各所にある国衙の所在地は府中と呼ばれており、甲斐の国の府中を甲府、駿河の国の府中を駿府と云うように松本市域についても信濃の国の府中であることから「信府統紀」等に見るように「信府」と呼び倣わされてもいた。この事から松本市域を中心とする地域が「信濃の国の中心地」としての自負心も「中信」の呼び名には込められて来たようである。

## 自然地理
内陸性気候でそれに併せて殆どの地域は中央高地式気候であるが、一部地域は日本海側気候で豪雪地帯（小谷村と白馬村は特別豪雪地帯）。地理教科書などでは、日本海側・内陸側・太平洋側を対比する時に、内陸側の代表的な都市として、松本が出されることが多い。気象予報の区分では北アルプス地域が北部、松本地域が中部、木曽地域が南部である。

### 地形
- 山地：飛騨山脈、木曽山脈
- 山：槍ヶ岳、穂高岳、焼岳、乗鞍岳、御嶽山、木曽駒ヶ岳
- 峠：塩尻峠、鳥居峠
- 川：犀川、梓川、木曽川
- 湖：仁科三湖
- 温泉：上高地温泉、白骨温泉、浅間温泉、美ヶ原温泉
- 盆地：松本盆地、木曽谷
- 高地：上高地、安曇野

## 地域

### 地域別特徴
松本地域（松本広域連合）
- 東筑摩郡と旧南安曇郡に相当する。中心地は松本市。
- 梓川と犀川を境に安曇野と狭義の松本平（筑摩野）に分けられる。
- 信濃川水系の流域。支流にはJR特急列車「あずさ」の語源になった梓川がある。
- 松本城や上高地、安曇野などの観光地を抱える。安曇野では、伊豆半島や安倍川上流域と並んで、日本を代表するワサビの栽培地となっている。
- 江戸時代には主に松本藩の所領と天領で、一部が高島藩と高遠藩の所領であった。木曽郡（旧西筑摩郡）に属していた奈川村(現松本市)や楢川村(現塩尻市)は尾張藩の所領であった。

木曽地域（木曽広域連合）
- 木曽郡に相当する。中心地は木曽町（旧木曽福島町）。
- 木曽川水系の流域。
- 中央高地を代表する林業地帯の一つで、木曽檜の生産が有名である。中山道の福島宿や妻籠宿など、有名な宿場町も列んでいる。
- 糸魚川静岡構造線（糸静線）よりも西側に位置しており、松本地域と東濃の間に位置するために、伊那谷と一緒に長野県南部として扱われる場合がある。江戸時代には伊那谷からの廻米に依存する反面、往来が困難であったが、権兵衛トンネルの開通により交流が活発になってきている。中央自動車道を通す際には、木曽谷ルート案と伊那谷ルート案が対立した。
- 関東地方からも近畿地方からもほぼ等距離の地域だが、同じ木曽川流域の岐阜県（特に東濃）や愛知県（特に名古屋市）との繋がりが深く、県内の他地域よりも西日本志向がある。
- 江戸時代は尾張藩の所領であった。

北アルプス地域（北アルプス広域連合）
- 北安曇郡に相当する、中心都市は、大町市。
- 姫川水系、信濃川水系の流域。信濃川支流には高瀬川がある。
- 国道147号・国道148号・大糸線の沿線。
- 大町市には、飛騨山脈を挟んで向かい合う富山県との間には、立山黒部アルペンルートが通じている、また白馬村は、スキー場が多く存在する。
- 国道406号が長野市と白馬村を結んでいるが決して道は良くない。県道33号線・31号線・国道19号の通称オリンピック道路が同様に長野市と白馬村を結んでいて、特急バス（長野白馬線）が通っている。
- 池田町、松川村は安曇野市の商圏に含まれることから経済的結びつきが強く、安曇野の一部として同一の経済圏域を形成している。
- 江戸時代には松本藩の所領であった。
- 佐野坂峠以北は新潟県糸魚川市との繋がりが深く、北信地方と同様に日本海志向がある。

### 都市雇用圏（10% 通勤圏）の変遷
以下は国勢調査の結果に基づいた都市雇用圏（10% 通勤圏）の変遷である。一般的な都市圏の定義については都市圏を参照のこと。
- 10% 通勤圏に入っていない町村は、各統計年の欄で灰色かつ「-」で示す。

| 自治体 ('80) | 1980年                 | 1990年                 | 2000年                 | 2005年                 | 2010年                 | 2020年                 | 自治体 （現在） | 地域            |
| ------------ | ---------------------- | ---------------------- | ---------------------- | ---------------------- | ---------------------- | ---------------------- | --------------- | --------------- |
| 山口村       | 中津川 都市圏          | 中津川 都市圏          | -                      | -                      | -                      | -                      | 中津川市        | 岐阜県 東濃     |
| 木曽福島町   | -                      | -                      | -                      | -                      | -                      | -                      | 木曽町          | 木曽            |
| 日義村       | -                      | -                      | -                      | -                      | -                      | -                      | 木曽町          | 木曽            |
| 開田村       | -                      | -                      | -                      | -                      | -                      | -                      | 木曽町          | 木曽            |
| 三岳村       | -                      | -                      | -                      | -                      | -                      | -                      | 木曽町          | 木曽            |
| 上松町       | -                      | -                      | -                      | -                      | -                      | -                      | 上松町          | 木曽            |
| 南木曽町     | -                      | -                      | -                      | -                      | -                      | -                      | 南木曽町        | 木曽            |
| 大桑村       | -                      | -                      | -                      | -                      | -                      | -                      | 大桑村          | 木曽            |
| 王滝村       | -                      | -                      | -                      | -                      | -                      | -                      | 王滝村          | 木曽            |
| 木祖村       | -                      | -                      | -                      | 松本 都市圏 45万5352人 | 松本 都市圏 45万4003人 | -                      | 木祖村          | 木曽            |
| 楢川村       | -                      | 松本 都市圏 41万7666人 | 松本 都市圏 44万4926人 | 松本 都市圏 45万5352人 | 松本 都市圏 45万4003人 | 松本 都市圏 44万2649人 | 塩尻市          | 松本 （木曽）   |
| 塩尻市       | 松本 都市圏 37万1850人 | 松本 都市圏 41万7666人 | 松本 都市圏 44万4926人 | 松本 都市圏 45万5352人 | 松本 都市圏 45万4003人 | 松本 都市圏 44万2649人 | 塩尻市          | 松本            |
| 本城村       | 松本 都市圏 37万1850人 | 松本 都市圏 41万7666人 | 松本 都市圏 44万4926人 | 松本 都市圏 45万5352人 | 松本 都市圏 45万4003人 | 松本 都市圏 44万2649人 | 筑北村          | 松本            |
| 坂北村       | 松本 都市圏 37万1850人 | 松本 都市圏 41万7666人 | 松本 都市圏 44万4926人 | 松本 都市圏 45万5352人 | 松本 都市圏 45万4003人 | 松本 都市圏 44万2649人 | 筑北村          | 松本            |
| 坂井村       | 松本 都市圏 37万1850人 | 松本 都市圏 41万7666人 | 松本 都市圏 44万4926人 | 松本 都市圏 45万5352人 | 松本 都市圏 45万4003人 | 松本 都市圏 44万2649人 | 筑北村          | 松本            |
| 麻績村       | 松本 都市圏 37万1850人 | 松本 都市圏 41万7666人 | 松本 都市圏 44万4926人 | 松本 都市圏 45万5352人 | 松本 都市圏 45万4003人 | 松本 都市圏 44万2649人 | 麻績村          | 松本            |
| 生坂村       | 松本 都市圏 37万1850人 | 松本 都市圏 41万7666人 | 松本 都市圏 44万4926人 | 松本 都市圏 45万5352人 | 松本 都市圏 45万4003人 | 松本 都市圏 44万2649人 | 生坂村          | 松本            |
| 山形村       | 松本 都市圏 37万1850人 | 松本 都市圏 41万7666人 | 松本 都市圏 44万4926人 | 松本 都市圏 45万5352人 | 松本 都市圏 45万4003人 | 松本 都市圏 44万2649人 | 山形村          | 松本            |
| 朝日村       | 松本 都市圏 37万1850人 | 松本 都市圏 41万7666人 | 松本 都市圏 44万4926人 | 松本 都市圏 45万5352人 | 松本 都市圏 45万4003人 | 松本 都市圏 44万2649人 | 朝日村          | 松本            |
| 松本市       | 松本 都市圏 37万1850人 | 松本 都市圏 41万7666人 | 松本 都市圏 44万4926人 | 松本 都市圏 45万5352人 | 松本 都市圏 45万4003人 | 松本 都市圏 44万2649人 | 松本市          | 松本            |
| 四賀村       | 松本 都市圏 37万1850人 | 松本 都市圏 41万7666人 | 松本 都市圏 44万4926人 | 松本 都市圏 45万5352人 | 松本 都市圏 45万4003人 | 松本 都市圏 44万2649人 | 松本市          | 松本            |
| 波田町       | 松本 都市圏 37万1850人 | 松本 都市圏 41万7666人 | 松本 都市圏 44万4926人 | 松本 都市圏 45万5352人 | 松本 都市圏 45万4003人 | 松本 都市圏 44万2649人 | 松本市          | 松本            |
| 梓川村       | 松本 都市圏 37万1850人 | 松本 都市圏 41万7666人 | 松本 都市圏 44万4926人 | 松本 都市圏 45万5352人 | 松本 都市圏 45万4003人 | 松本 都市圏 44万2649人 | 松本市          | 松本 （安曇野） |
| 豊科町       | 松本 都市圏 37万1850人 | 松本 都市圏 41万7666人 | 松本 都市圏 44万4926人 | 松本 都市圏 45万5352人 | 松本 都市圏 45万4003人 | 松本 都市圏 44万2649人 | 安曇野市        | 松本 （安曇野） |
| 穂高町       | 松本 都市圏 37万1850人 | 松本 都市圏 41万7666人 | 松本 都市圏 44万4926人 | 松本 都市圏 45万5352人 | 松本 都市圏 45万4003人 | 松本 都市圏 44万2649人 | 安曇野市        | 松本 （安曇野） |
| 明科町       | 松本 都市圏 37万1850人 | 松本 都市圏 41万7666人 | 松本 都市圏 44万4926人 | 松本 都市圏 45万5352人 | 松本 都市圏 45万4003人 | 松本 都市圏 44万2649人 | 安曇野市        | 松本 （安曇野） |
| 三郷村       | 松本 都市圏 37万1850人 | 松本 都市圏 41万7666人 | 松本 都市圏 44万4926人 | 松本 都市圏 45万5352人 | 松本 都市圏 45万4003人 | 松本 都市圏 44万2649人 | 安曇野市        | 松本 （安曇野） |
| 堀金村       | 松本 都市圏 37万1850人 | 松本 都市圏 41万7666人 | 松本 都市圏 44万4926人 | 松本 都市圏 45万5352人 | 松本 都市圏 45万4003人 | 松本 都市圏 44万2649人 | 安曇野市        | 松本 （安曇野） |
| 池田町       | -                      | 松本 都市圏 41万7666人 | 松本 都市圏 44万4926人 | 松本 都市圏 45万5352人 | 松本 都市圏 45万4003人 | 松本 都市圏 44万2649人 | 池田町          | 北ア （安曇野） |
| 松川村       | -                      | 松本 都市圏 41万7666人 | 松本 都市圏 44万4926人 | 松本 都市圏 45万5352人 | 松本 都市圏 45万4003人 | 松本 都市圏 44万2649人 | 松川村          | 北ア （安曇野） |
| 安曇村       | -                      | -                      | -                      | 松本 都市圏 45万5352人 | 松本 都市圏 45万4003人 | 松本 都市圏 44万2649人 | 松本市          | 松本            |
| 奈川村       | -                      | -                      | -                      | 松本 都市圏 45万5352人 | 松本 都市圏 45万4003人 | 松本 都市圏 44万2649人 | 松本市          | 松本            |
| 大町市       | -                      | -                      | -                      | -                      | -                      | -                      | 大町市          | 北ア            |
| 美麻村       | -                      | -                      | -                      | -                      | -                      | -                      | 大町市          | 北ア            |
| 八坂村       | -                      | -                      | -                      | -                      | -                      | -                      | 大町市          | 北ア            |
| 白馬村       | -                      | -                      | -                      | -                      | -                      | -                      | 白馬村          | 北ア            |
| 小谷村       | -                      | -                      | -                      | -                      | -                      | -                      | 小谷村          | 北ア            |

- 2005年2月13日 - 山口村が岐阜県中津川市に編入。
- 2005年4月1日 - 四賀村、梓川村、安曇村、奈川村が松本市に編入。
- 2005年4月1日 - 楢川村が塩尻市に編入。
- 2005年10月1日 - 豊科町、穂高町、三郷村、堀金村、明科町が新設合併し、安曇野市が発足。
- 2005年10月11日 - 本城村、坂北村、坂井村が新設合併し、筑北村が発足。
- 2005年11月1日 - 木曽福島町、日義村、開田村、三岳村が新設合併し、木曽町が発足。
- 2006年1月1日 - 八坂村、美麻村が大町市に編入。
- 2010年3月31日 - 波田町が松本市に編入。

### 都市圏（国土交通省）
国土交通省が基準として定めている都市圏では以下の市町村が含まれる（2000年現在）。
松本市都市圏
- 松本市
- 塩尻市
- 大町市
- 岡谷市
- 諏訪市
- 南安曇郡全域
- 東筑摩郡（坂井村を除く）
- 北安曇郡（池田町、松川村、八坂村）
- 木曽郡（楢川村、木祖村）

### 都市圏（民力）
朝日新聞社発行の「民力」で定義されている都市圏は以下の通り（2015年現在）。
松本市都市圏
- 松本市
- 筑北村（東筑摩郡）
- 麻績村（東筑摩郡）
- 山形村（東筑摩郡）
- 朝日村（東筑摩郡）

塩尻市都市圏
- 塩尻市
- 木祖村（木曽郡）

大町市都市圏
- 大町市
- 白馬村（北安曇郡）
- 小谷村（北安曇郡）

安曇野市都市圏
- 安曇野市
- 池田町（北安曇郡）
- 松川村（北安曇郡）
- 生坂村（東筑摩郡）

木曽地区
- 木曽町（木曽郡）
- 上松町（木曽郡）
- 王滝村（木曽郡）
- 大桑村（木曽郡）

※ 南木曽町が岐阜県中津川市都市圏に含まれる。

### 昼夜間人口比
2020年国勢調査によれば、昼夜間人口比が100%を超え、流入超過となっている自治体は松本市（105.79%）、大町市（102.63%）、木曽町（106.26%）、白馬村（100.37%）、小谷村（100.03%）となっている。

### 交流圏
塩尻が「塩の道」の東海側（掛川）と北陸側（糸魚川）からの合流点で、下諏訪が中山道と甲州街道の合流点になっている事からも判るように、中信地方には、中央高地における交通の要衝が集まっている。
五街道が再整備された江戸時代までの中信地方の交流圏は、東は山梨県・佐久地方、南は伊那地方、西は東濃地方・飛騨地方と、中央高地の広範囲に及んでいた。
現在でも、山梨県（甲州街道沿線）や東濃地方（中山道沿線）との交流は、中央本線や中央自動車道などを通して行われている。天竜川流域に当たる三遠南信（伊那地方・東三河地方・遠江地方）との交流は、飯田線・中央自動車道・国道151号を通じて行われている。
中信地方と飛騨地方との繋がりを見ると、養蚕業が国家的産業であった明治時代には、飛騨の女性が諏訪湖沿岸の紡績工場に工員として多く出ていた。現在、中信地方と飛騨地方・福井県との間に、中部縦貫自動車道を通す構想が練られている。

### 生活圏間流動
国土交通省の「全国幹線旅客純流動調査」（第6回、2015年度）の生活圏間流動において、松本を出発地とする目的地は以下のようになっている。ただし、同調査では同じ都道府県内の生活圏へのデータがないため、それらを除く。
※207地域生活圏 「松本」は中信地方全体を指す。
※甲信越地方は白地、東海北陸地方（甲信越以外の中部地方）は「■」、それ以外は「■」。
出発地：松本
| 順 | 目的地   | 万人/年 |
| -- | -------- | ------- |
| 1  | 東京23区 | 104.8   |
| 2  | 東濃     | 84.9    |
| 3  | 豊田     | 51.0    |
| 4  | 国中     | 50.5    |
| 5  | 多摩     | 46.0    |
| 6  | 名古屋   | 45.7    |
| 7  | 上越     | 37.5    |
| 8  | 船橋     | 25.3    |
| 9  | 飛騨     | 24.9    |
| 10 | 浦和     | 24.3    |

## 交通

### 鉄道
- 東日本旅客鉄道（JR東日本）
  - 中央本線（Suica利用可能区間：塩尻駅 - みどり湖駅）
  - 篠ノ井線（Suica利用可能区間：塩尻駅 - 冠着駅）
  - 大糸線（Suica利用可能区間：松本駅 - 穂高駅）

- 東海旅客鉄道（JR東海）
  - 中央本線
- 西日本旅客鉄道（JR西日本）
  - 大糸線
- アルピコ交通（通称・松本電鉄）
  - 上高地線

### 道路
高速道路
- E19長野自動車道
- E67中部縦貫自動車道（建設中）

主要国道
- 国道19号
- 国道20号
- 国道153号
- 国道143号
- 国道147号
- 国道158号
- 国道361号

道の駅
- 道の駅小坂田公園
- 道の駅アルプス安曇野ほりがねの里
- 道の駅風穴の里
- 道の駅さかきた
- 道の駅いくさかの郷
- 道の駅木曽ならかわ
- 道の駅奈良井木曽の大橋
- 道の駅日義木曽駒高原
- 道の駅三岳
- 道の駅大桑
- 道の駅今井 恵みの里
- 道の駅池田
- 道の駅安曇野松川
- 道の駅ぽかぽかランド美麻
- 道の駅白馬
- 道の駅小谷

### 空港
- 松本空港（松本市・塩尻市）が最寄りの空港である。

### タクシー
タクシーの営業区域
- 松本交通圏
  - 松本市A - 松本市（松本地区・波田地区・安曇地区・奈川地区）
  - 塩尻市A - 塩尻市（塩尻地区）
  - 山形村、朝日村
- 北アルプスあづみの交通圏
  - 安曇野市 - 市域に同じ
  - 大町市 - 市域に同じ
  - 北安曇郡 - 郡域に同じ
  - 東筑摩郡A - 筑北村、麻績村、生坂村

（交通圏に属さない区域）
- 松本市B - 松本市（四賀地区）
- 松本市C - 松本市（梓川地区）
- 塩尻市B - 塩尻市（楢川地区）
- 木曽郡 - 郡域に同じ

### 自動車のナンバープレート
安曇野市、北安曇郡池田町・松川村、東筑摩郡生坂村の4市町村を対象として、2025年5月7日以降、ご当地ナンバーとして「安曇野」ナンバーが交付される。

## メディア
新聞
- 市民タイムス（松本）

FMラジオ局
- あづみ野エフエム
- エフエムまつもと
- 高ボッチ高原FM

## 作品
中信一帯を舞台にした作品としては、ご当地ソングの『あずさ2号』や、テレビドラマの『いま、会いにゆきます』が代表的である。この他にも、安曇野を舞台にした『おひさま』、松本市を舞台にした『白線流し』などがある。詳しい作品一覧については「長野県を舞台とした作品一覧」を参照のこと。